# Епархия Мотеруэлла
Епархия Мотеруэлла (лат. Archidioecesis Matrisfontis) — епархия Римско-Католической Церкви с центром в городе Мотеруэлл, Шотландия. Епархия Мотеруэлла входит в митрополию Глазго. Кафедральным собором епархии Мотеруэлла является Мотеруэллский собор в городе Мотеруэлл.

## История
24 мая 1947 года Римский папа Пий XII издал буллу Maxime interest, которой учредил епархию Мотеруэлла, выделив её из архиепархии Глазго и епархии Галлоуэя.

## Ординарии
- епископ Эдвард Уилсон Дуглас (21.04.1948 — 9.02.1954)
- епископ Джеймс Дональд Скэнлан (23.05.1955 — 29.01.1964), назначен архиепископом Глазго
- епископ Фрэнсис Александр Сполдинг Уорден Томсон (24.02.1965 — 14.12.1982)
- епископ Джозеф Девин (13.05.1983 — 31.05.2013)
- епископ Джозеф Энтони Тоал (с 29.04.2014)

## Источник
- Annuario Pontificio, Libreria Editrice Vaticana, Città del Vaticano, 2003, ISBN 88-209-7422-3
- Булла Maxime interest, AAS 39 (1947), стр. 473  (англ.)